# Abraham Goldberg

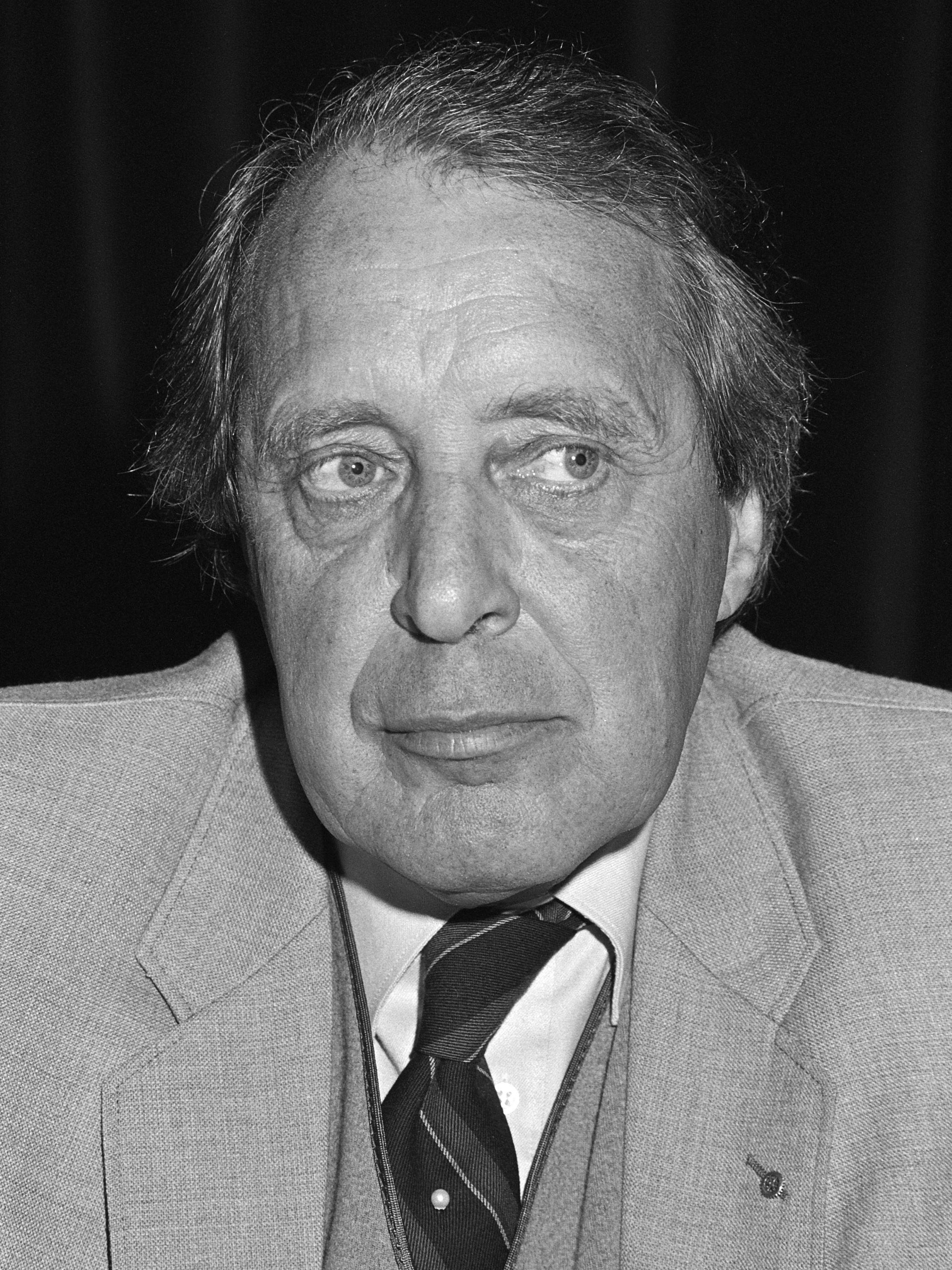
Abraham Goldberg (1981)

Abraham Adriaan Jacob Goldberg (Utrecht, 11 april 1922 – Emst, 14 december 2005) was een Nederlandse politicus van de VVD.
Na de hbs in Den Haag en Leeuwarden en een cursus voor inspecteur van politie ging hij Indisch Recht studeren aan de Rijksuniversiteit Leiden. Van 1946 tot 1950 was hij in Leiden repetitor voor rechtswetenschappen en staatsrecht. In dat laatste jaar behaalde hij zijn doctoraal waarna hij in Indonesië bij Billiton Maatschappij bedrijfsjurist werd. In 1954 keerde hij terug naar Nederland. Goldberg was personeelsfunctionaris bij De Nederlanden van 1845 voor hij in juni 1960 benoemd werd tot burgemeester van Delfzijl. Op medisch advies ging hij het in 1964 wat rustiger aan doen en werd hij burgemeester van de Gelderse gemeente Wisch. In 1971 volgde zijn benoeming tot burgemeester van De Bilt. Na zijn echtscheiding gaf hij in 1977, na overleg met minister De Gaay Fortmann, dat burgemeesterschap op. Goldberg werd toen reisleider op (culturele) reizen naar landen als Indonesië en Sri Lanka.
In mei 1981 werd Goldberg benoemd tot waarnemend burgemeester van Dodewaard wat hij tot april 1988 zou blijven. In die periode kreeg hij als burgemeester veelvuldig te maken met (soms gewelddadige) demonstraties tegen de Kerncentrale Dodewaard waarbij hij als verantwoordelijke voor de openbare orde het soms nodig achtte de Mobiele Eenheid (ME) in te zetten tegen de demonstranten. In 1984 was hij tevens waarnemend burgemeester van Woensdrecht als tijdelijke vervanger van burgemeester Jan de Leeuw die vanwege een verkeersongeluk zijn werk niet kon doen. Op Vliegbasis Woensdrecht werden toen voorbereidingen getroffen om daar 48 Amerikaanse kruisvluchtwapens met kernkop te stationeren waartegen veelvuldig gedemonstreerd werd. In 1986 is hij ook nog korte tijd waarnemend burgemeester van Vlagtwedde geweest en van oktober 1988 tot de opheffing op 1 januari 1990 had hij die functie bij de gemeente Warffum.
Hij overleed eind 2005 op 83-jarige leeftijd.